# ایسکی‌سیاکوو
ایسکی‌سیاکوو (انگلیسی: Iskisyakovo) یک شهرک در شهرستان ایشیمبایسکی استان باشقیرستان کشور روسیه است.